# Żywotek

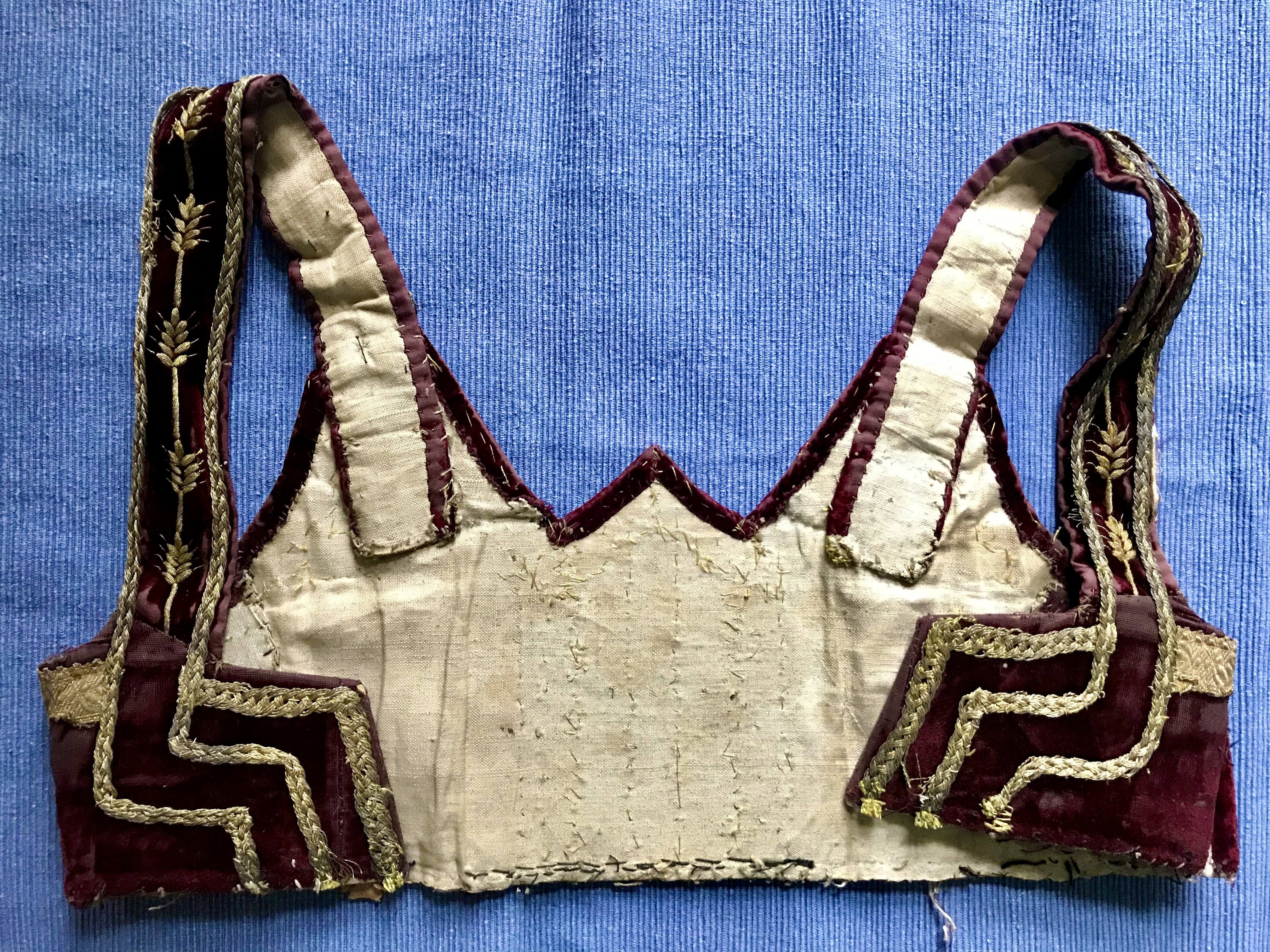
Przednia część żywotka składa się z dwóch przedniczek. Zbiory prywatne, XIX w. (wzór 1)

Żywotek – zdobiony stanik, przyszyty do szerokiej, marszczonej spódnicy, stanowiący górną część stroju cieszyńskiego. Bogaty haft wykonywany na żywotkach i naszyte na nim ozdoby srebrne, a niekiedy nawet pozłacane, są elementem wyróżniającym strój cieszyński.
Już pod koniec XVIII w. cieszyńskie mieszczanki nosiły stroje zdobione żywotkami. Tradycyjny ubiór na Śląsku Cieszyńskim był ważnym wyznacznikiem tożsamości regionalnej i dotyczy obecnie zarówno polskiej, jak i czeskiej części tego regionu.

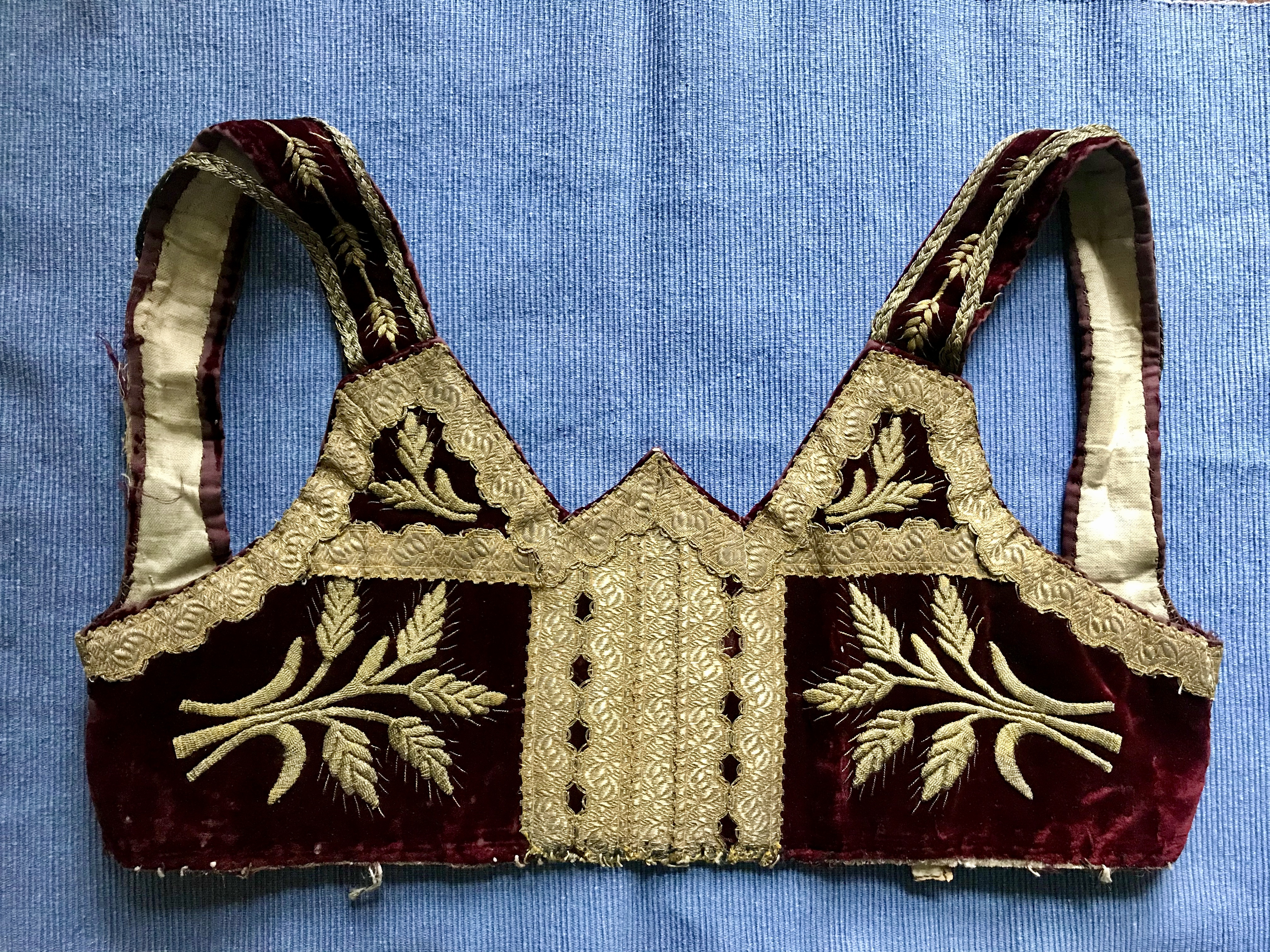
Oplecek część tylna żywotka, krój krótki XIX w. (wzór 1)

## Krój
Żywotek wykonany jest z aksamitu, najczęściej w czarnym kolorze, także bordowym, granatowym, ciemnej zieleni i brązie. Cały żywotek jest usztywniony tekturą i podszyty płócienną lub lnianą podszewką. Żywotek uszyty jest z pięciu części. Tylna część żywotka, zwana jest opleckiem ze szczytkiem (trójkątne wycięcie pośrodku). Do oplecka przyszyte są przednie części – dwie przedniczeki, połączonych z góry z opleckiem ramiączkami.

Krój żywotka ulegał zmianom. Najstarsze, z pierwszej połowy XIX wieku miały 7 cm wysokości, współczesne dochodzą do 20–25 cm. 

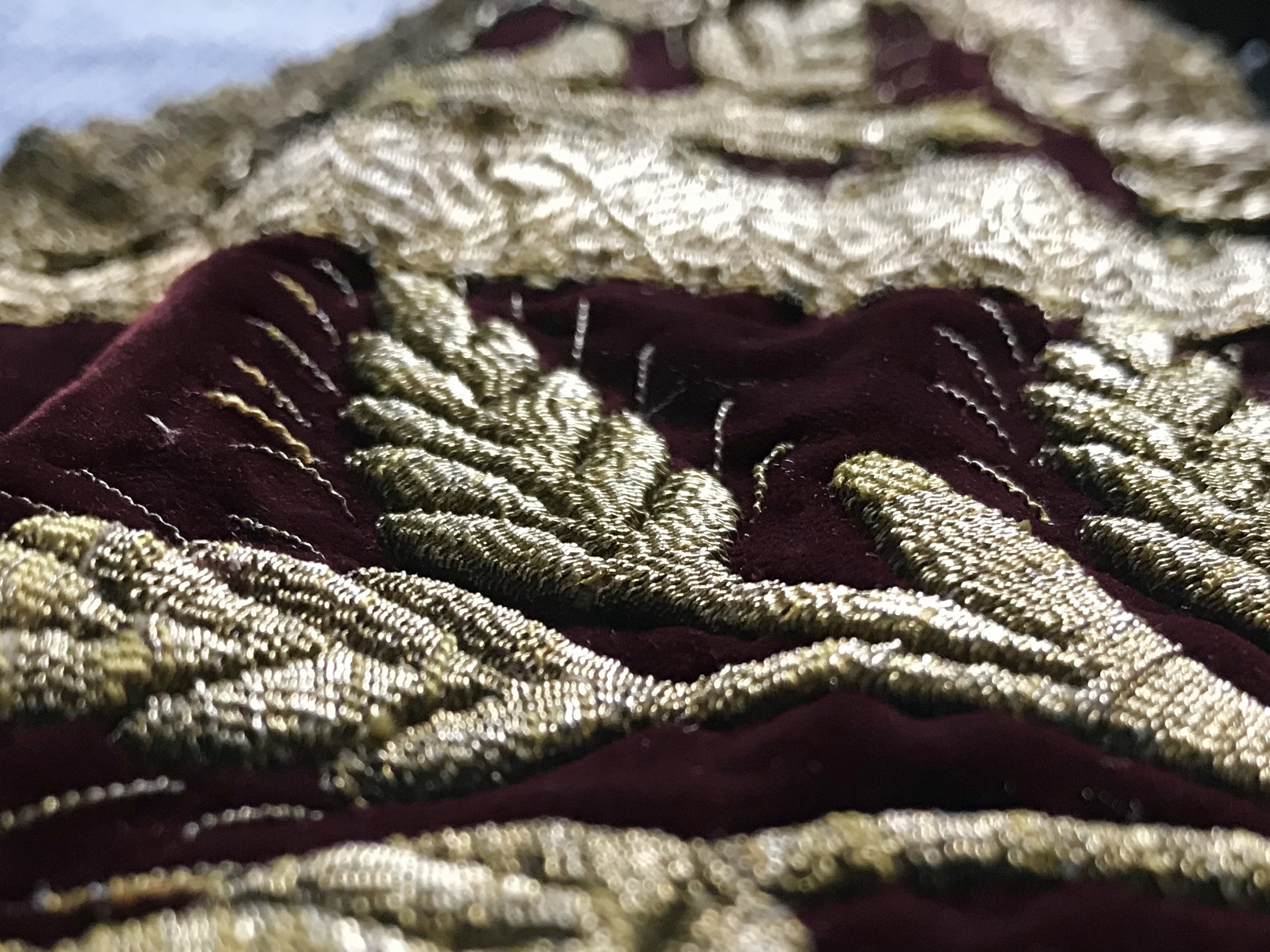
Wypukły haft o motywach roślinnych na żywotku (detal)

## Elementy dekoracyjne

### Obszycie i haft na żywotkach

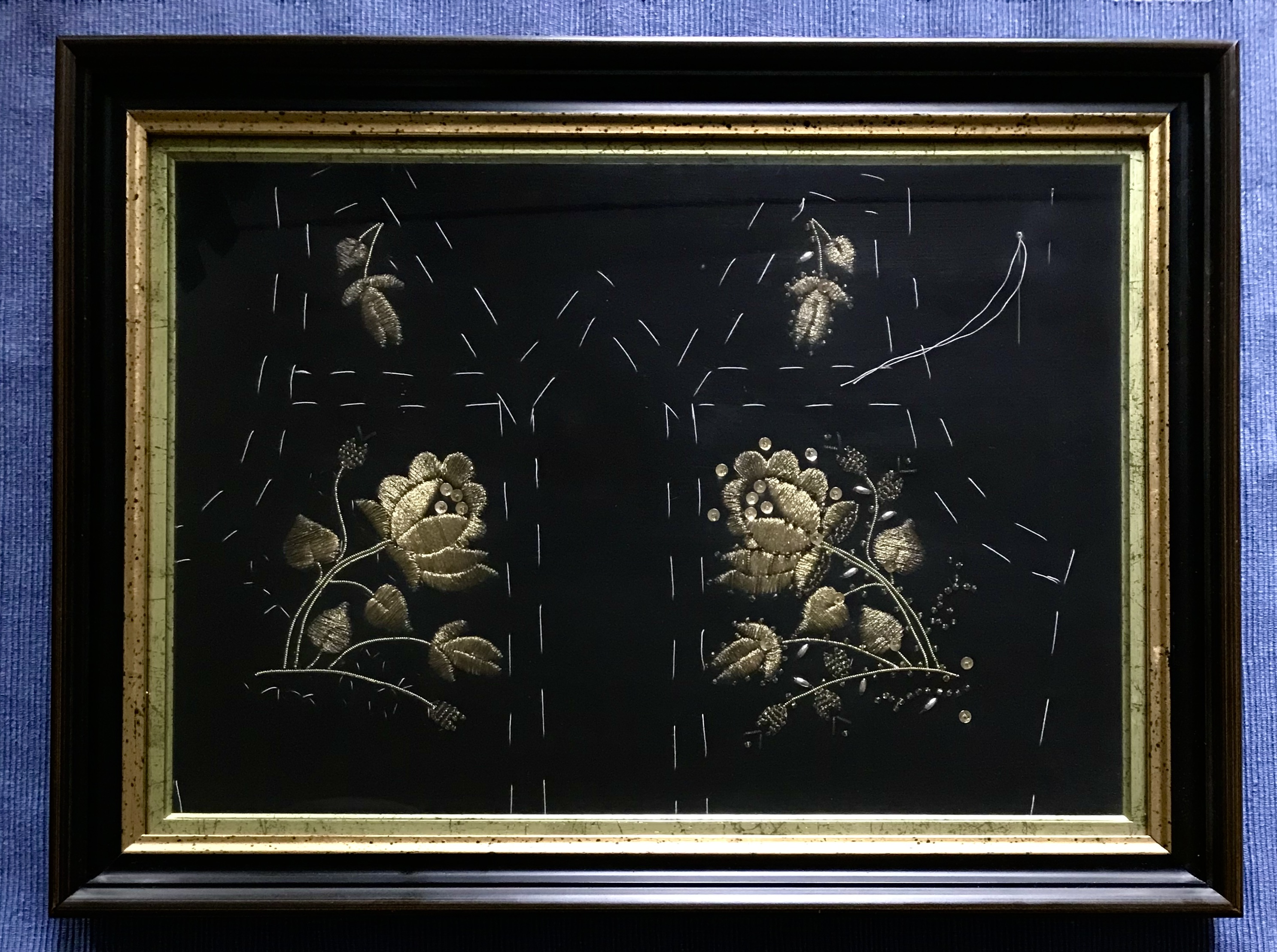
Nieskończony haft na opleckach w trakcie wykonywania

Żywotek starszego typu był obszywany srebrnym lub złotym galonem, sutaszem lub tasiemką. Do haftowania używano srebrnych lub złotych nici, które często przyozdabiano drobnymi metalowymi i szklanymi perełkami, cieniutkimi posrebrzanymi i pozłacanymi sprężynkami, rureczkami lub malutkimi cekinami. Najstarszy typ haftu zapożyczony z bogatych wzorów mieszczańskich to okazały pełny, wypukły haft o motywach roślinnych (stylizowane kwiaty, liście, kłosy).

Kobiety uczyły się haftu czasem w przyzakonnych szkołach, zwykle jednak od starszych, doświadczonych hafciarek. Hafciarki żywotków używały prostego urządzenia zwanego rómka (ramka), czyli krosna hafciarskiego. 

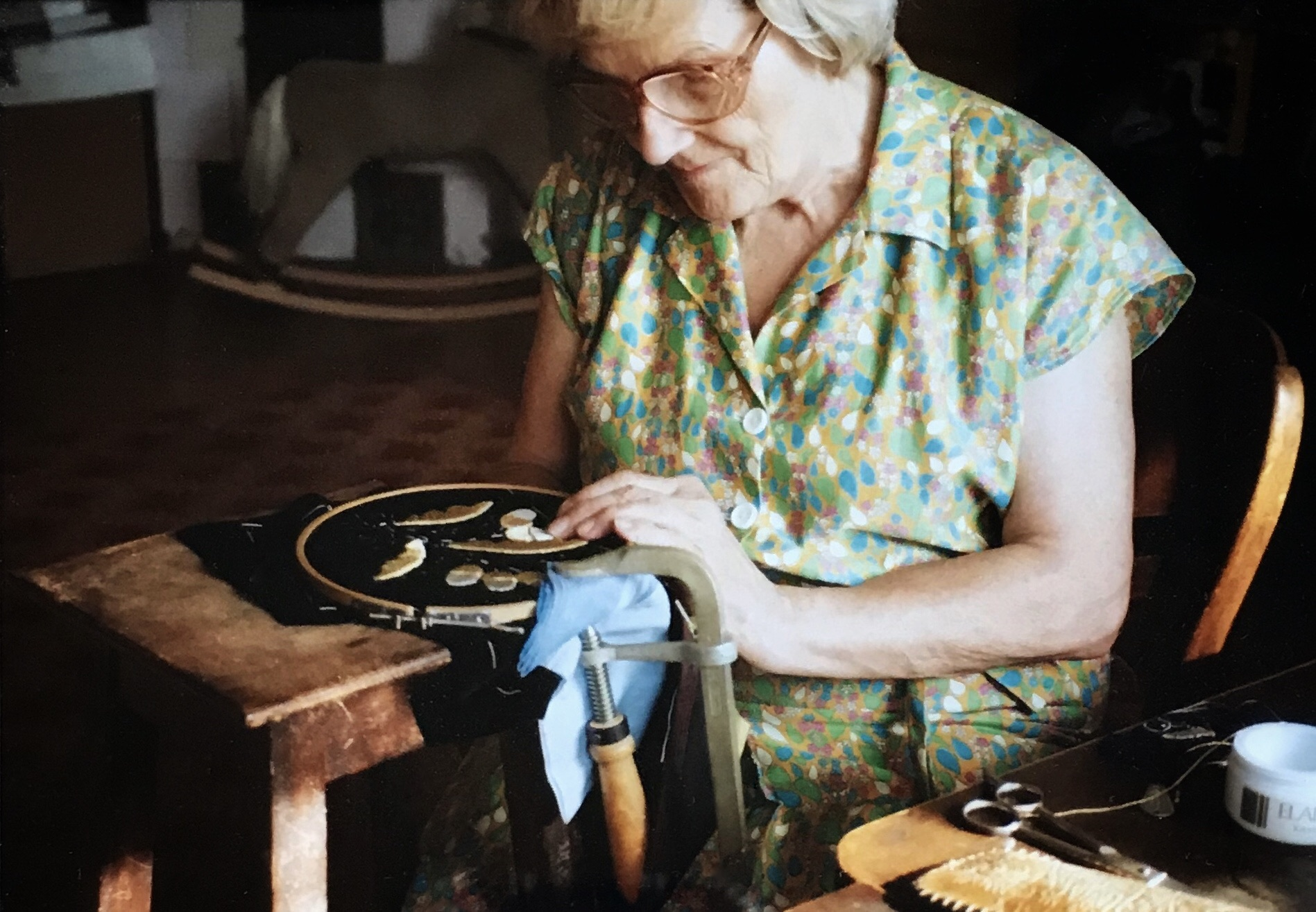
Janina Marcinkowa – etnografka, haftująca żywotek

Umiejętność wyszywania była powszechna, jednak najzdolniejsze osoby robiły to w celach zarobkowych. Zwykle były to kobiety uboższe, nie posiadające ziemi. Prawie w każdej wsi była hafciarka specjalizująca się w hafcie na żywotkach, z której usług korzystały inne kobiety.
Z biegiem lat nie tylko zmieniał się krój żywotka. Ze względu na małą dostępność nici i taśm ozdobnych, w okresie I wojny światowej starszy typ haftu złotą i srebrną nicią zaczął być zastępowany haftem kolorową nicią jedwabną. Zwiększyła się natomiast powierzchnia zdobiona. Zmianom uległy również motywy dekoracyjne. W dalszym ciągu były to ornamenty roślinno-kwiatowe, ale haft stawał się mniejszy i delikatniejszy.
Powstawanie od lat 50. XX wieku licznych zespołów folklorystycznych, jak np. Zespół Pieśni i Tańca Ziemi Cieszyńskiej czy Zespół „Olza” na Zaolziu, ich wzrastająca popularność spowodowała wzrost zapotrzebowanie na nowe stroje ludowe. Wzrosło także w środowisku cieszyńskim zainteresowanie sprawianiem kobiecych strojów cieszyńskich w celach prywatnych na przykład na śluby, konfirmacje, bale.
Dawny haft złotą i srebrną nicią stał się ponownie popularny, a dawne techniki i motywy były odtwarzane pieczołowicie lub inspirowały hafciarki do tworzenia własnych.

### Ozdoby metalowe
Ozdoby zwane hoczkami naszywane na przednią część żywotka, początkowo pełniły funkcje użyteczną. Przez ich kółeczka przewlekano wstążkę lub łańcuszek sznurujący żywotek, lecz stopniowo ich użycie zaczęło ograniczać się tylko do funkcji ozdobnej. Hoczki to ozdoby metalowe, głównie srebrne, a niekiedy nawet pozłacane wytwarzane metodą filigranu lub odlewane. Ilość i użyty materiał hoczków świadczyła o zamożności właścicielki. Hoczki i inna tradycyjna biżuteria zdobiąca strój cieszyński nadal jest wykonywana w lokalnych pracowniach jubilerskich, np. w Pracowni Jubilerskiej „Pieczonka” w Cieszynie.

## Przykłady

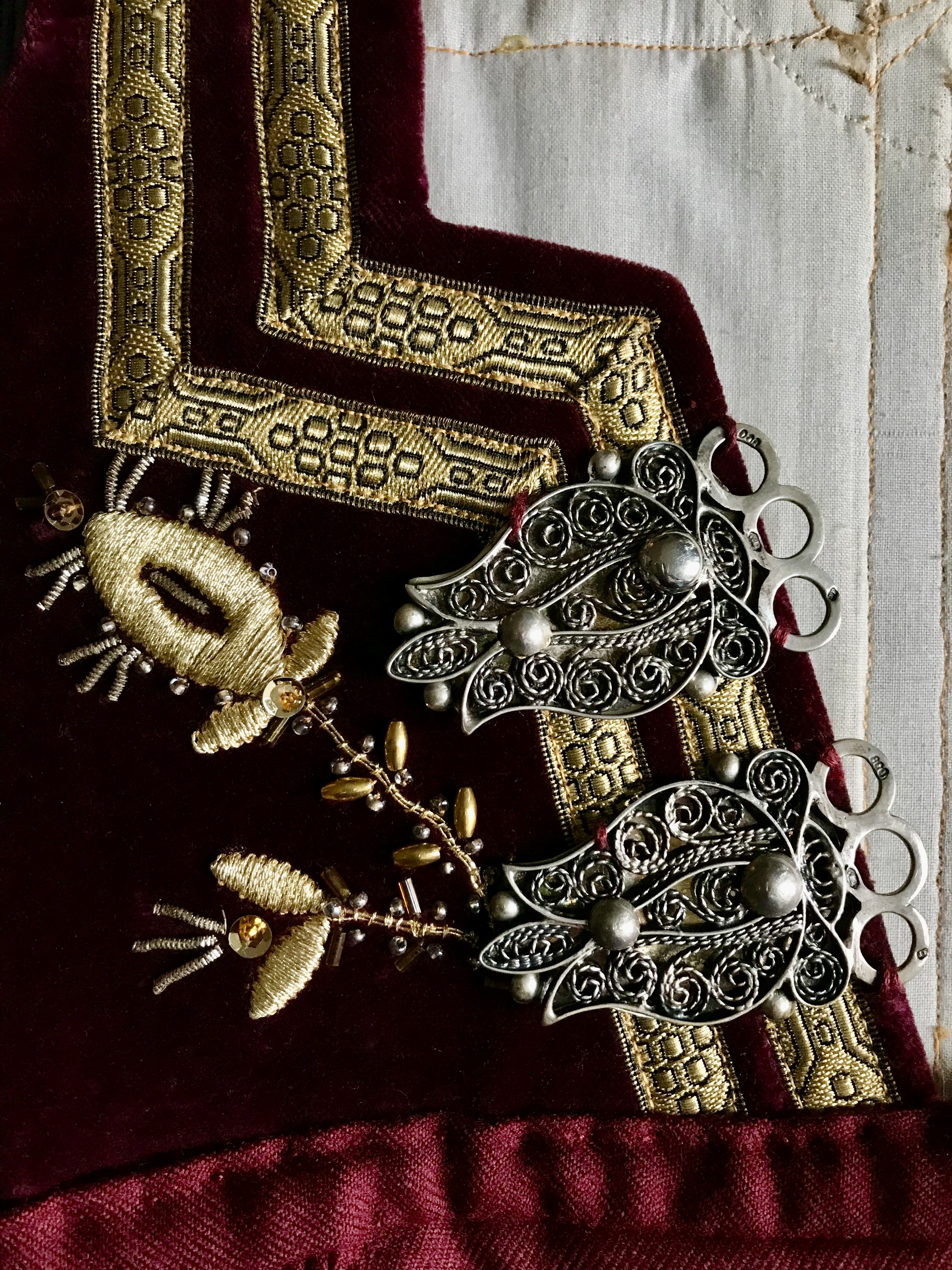
Hoczki zdobiące żywotek wykonane techniką filigranową

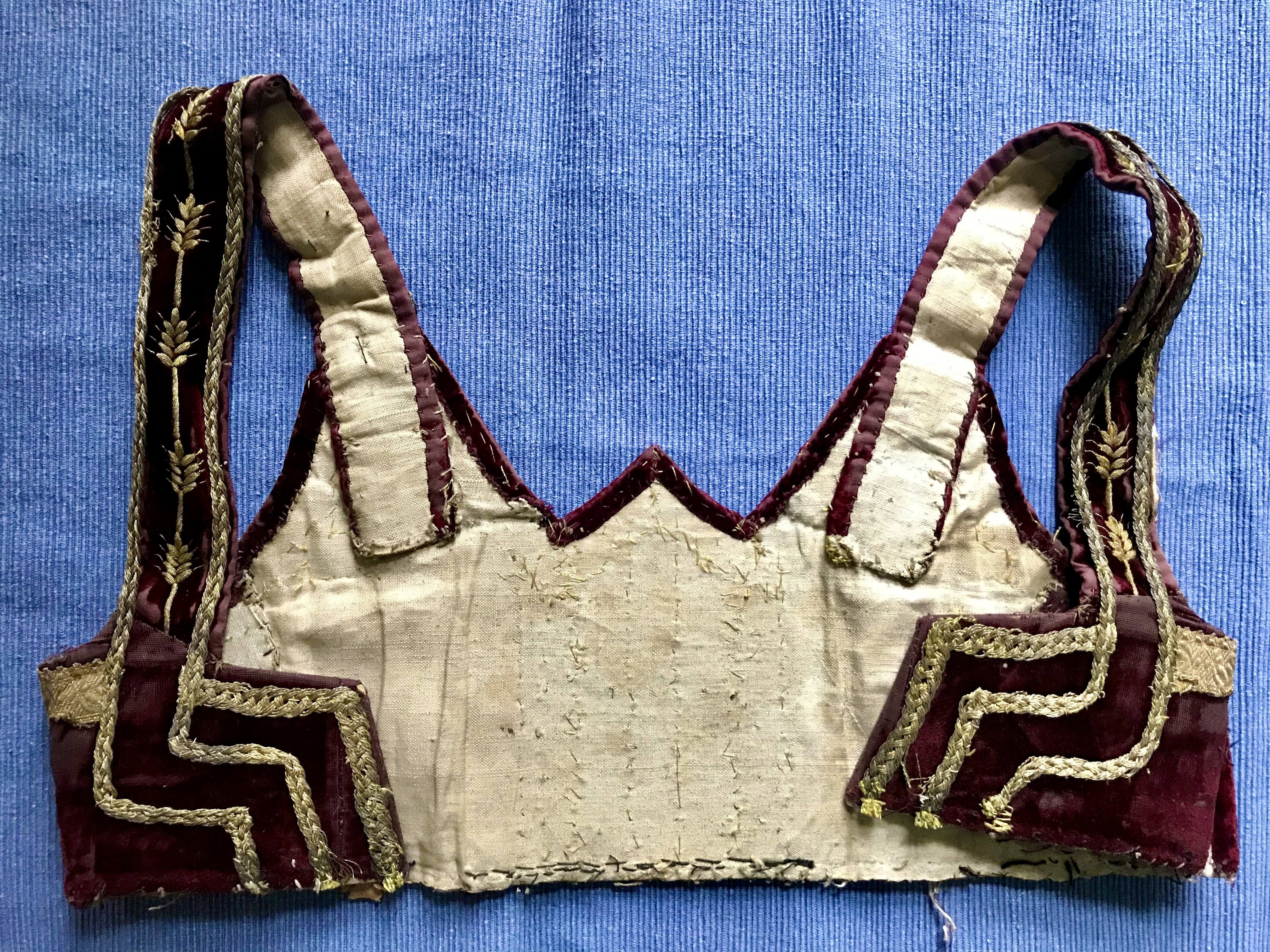
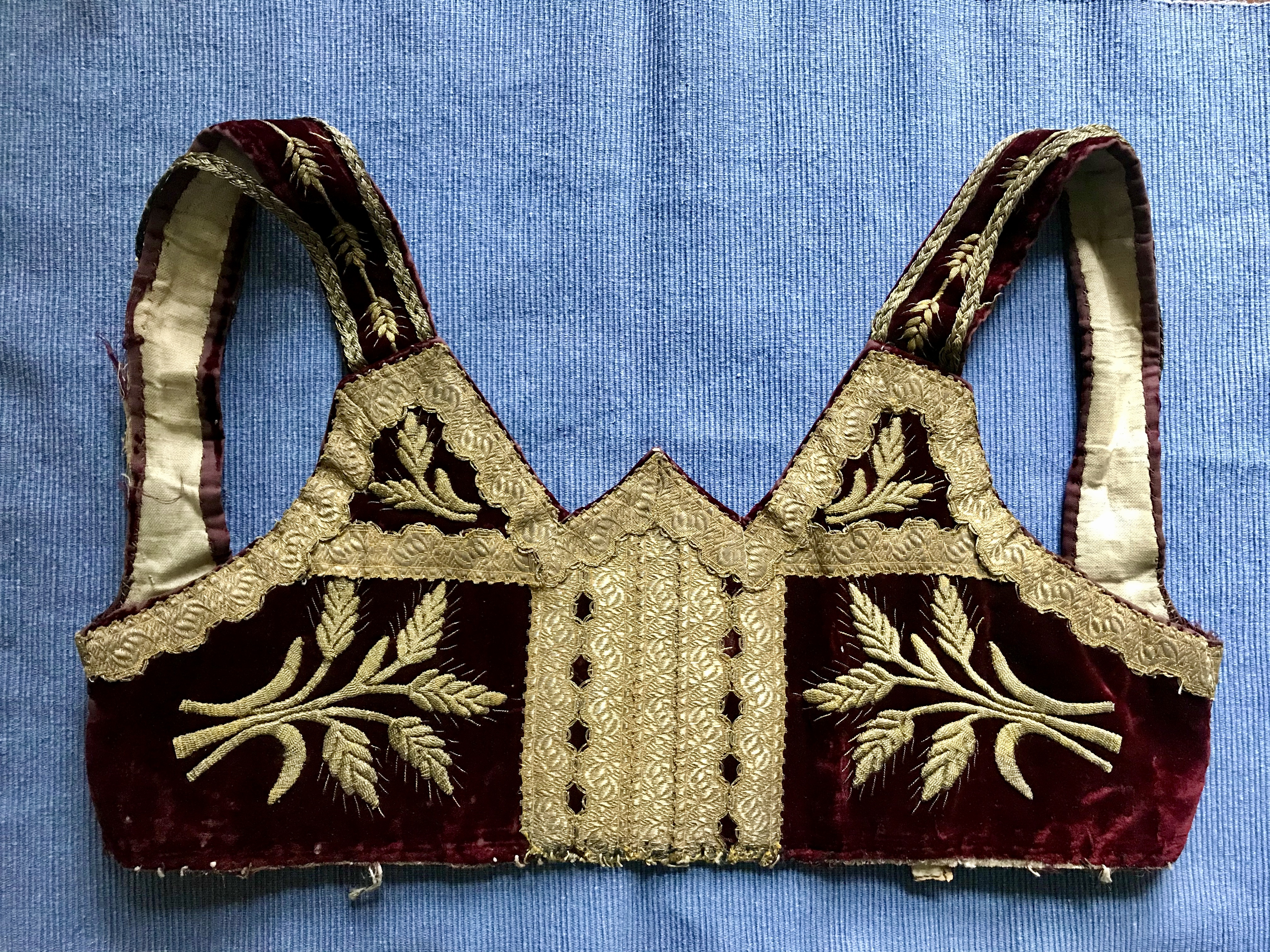
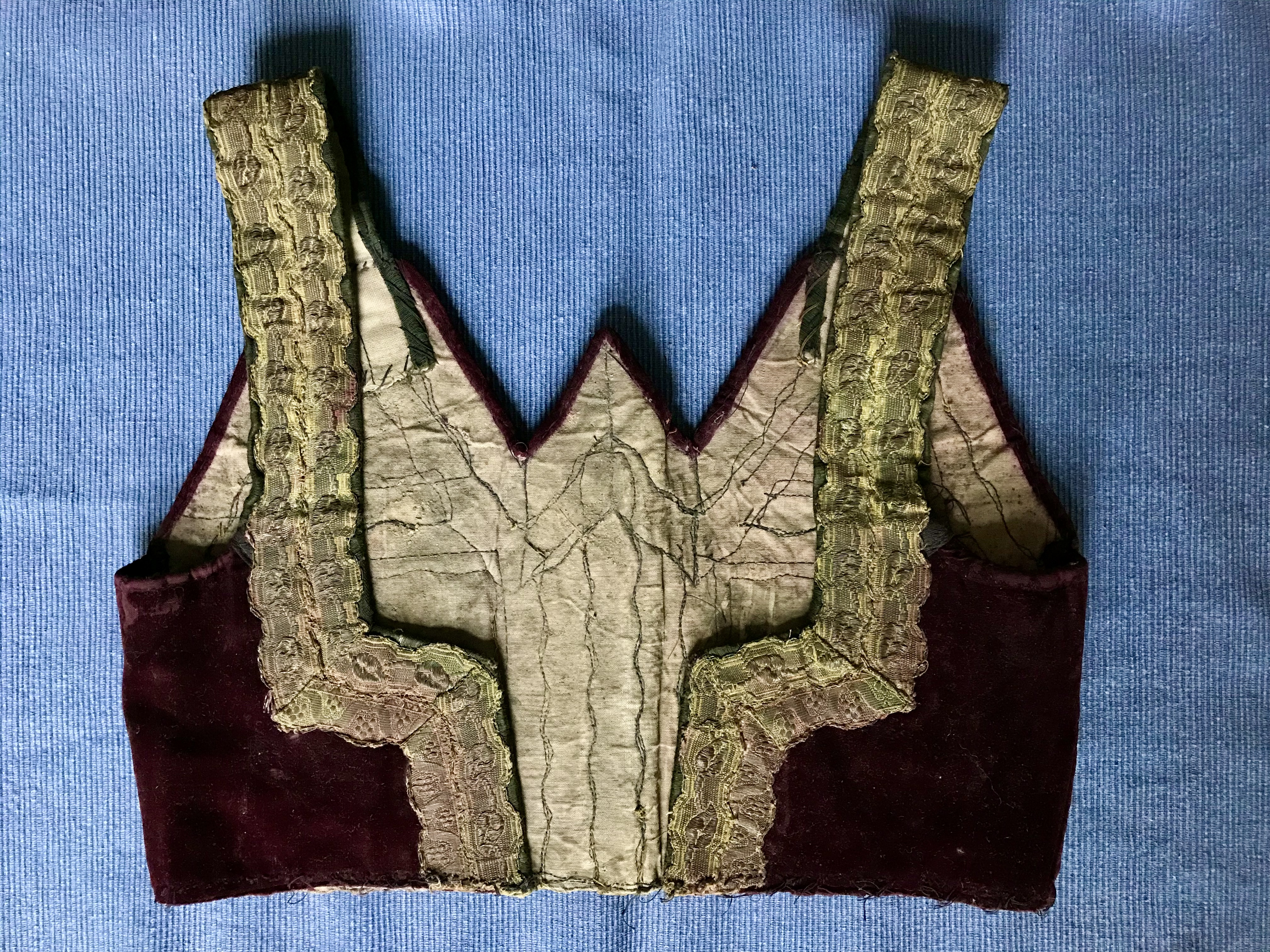
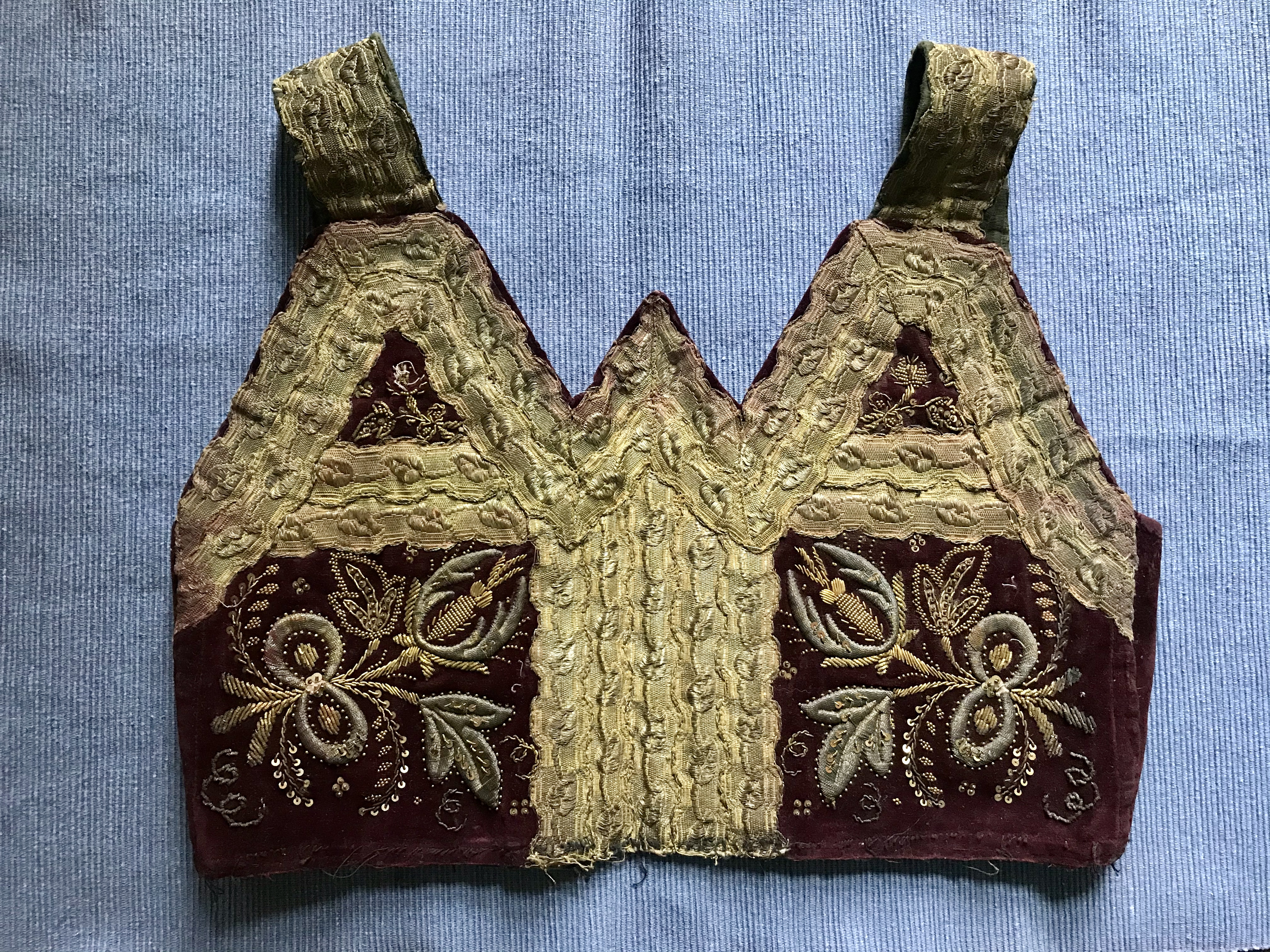
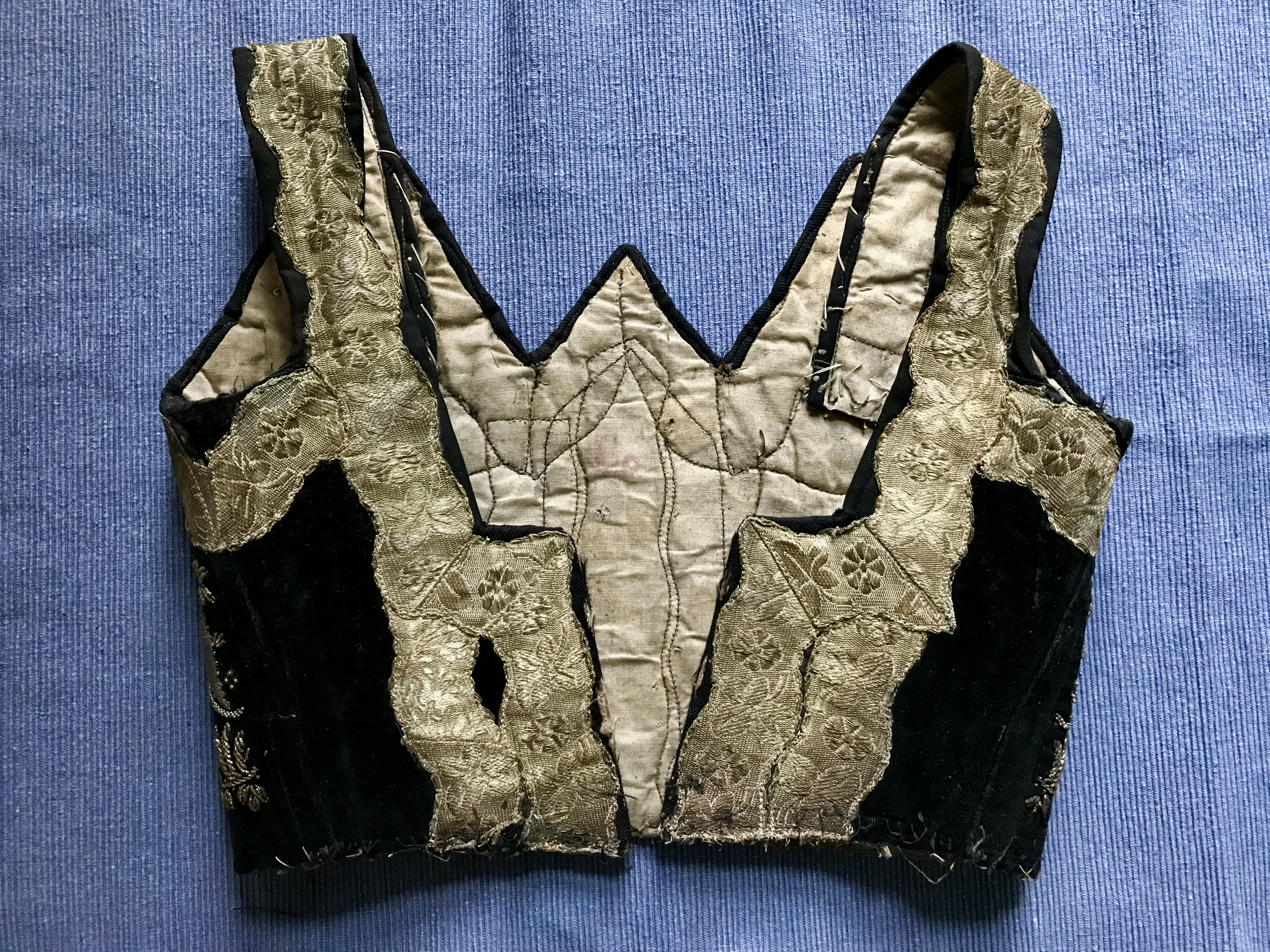
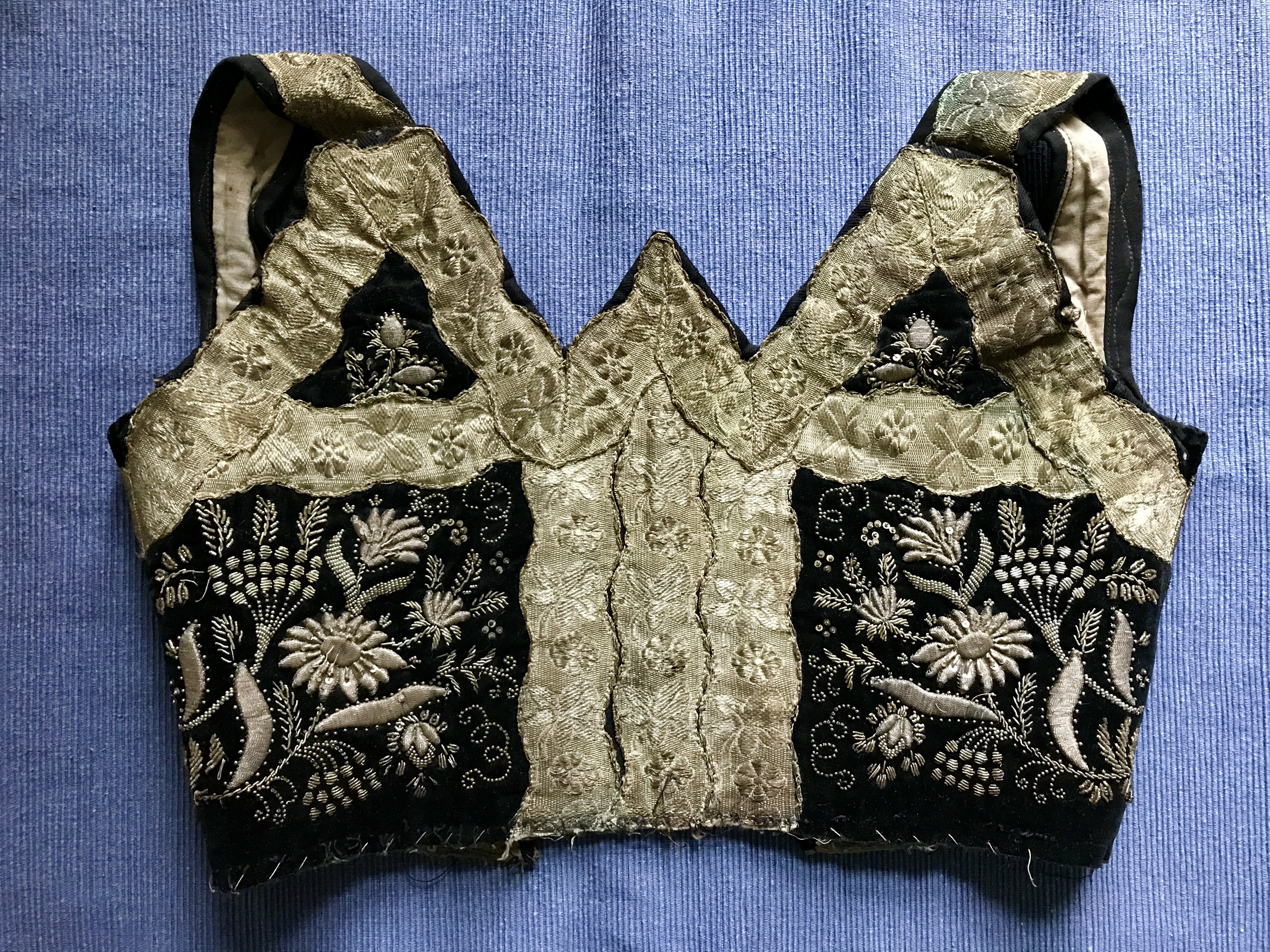
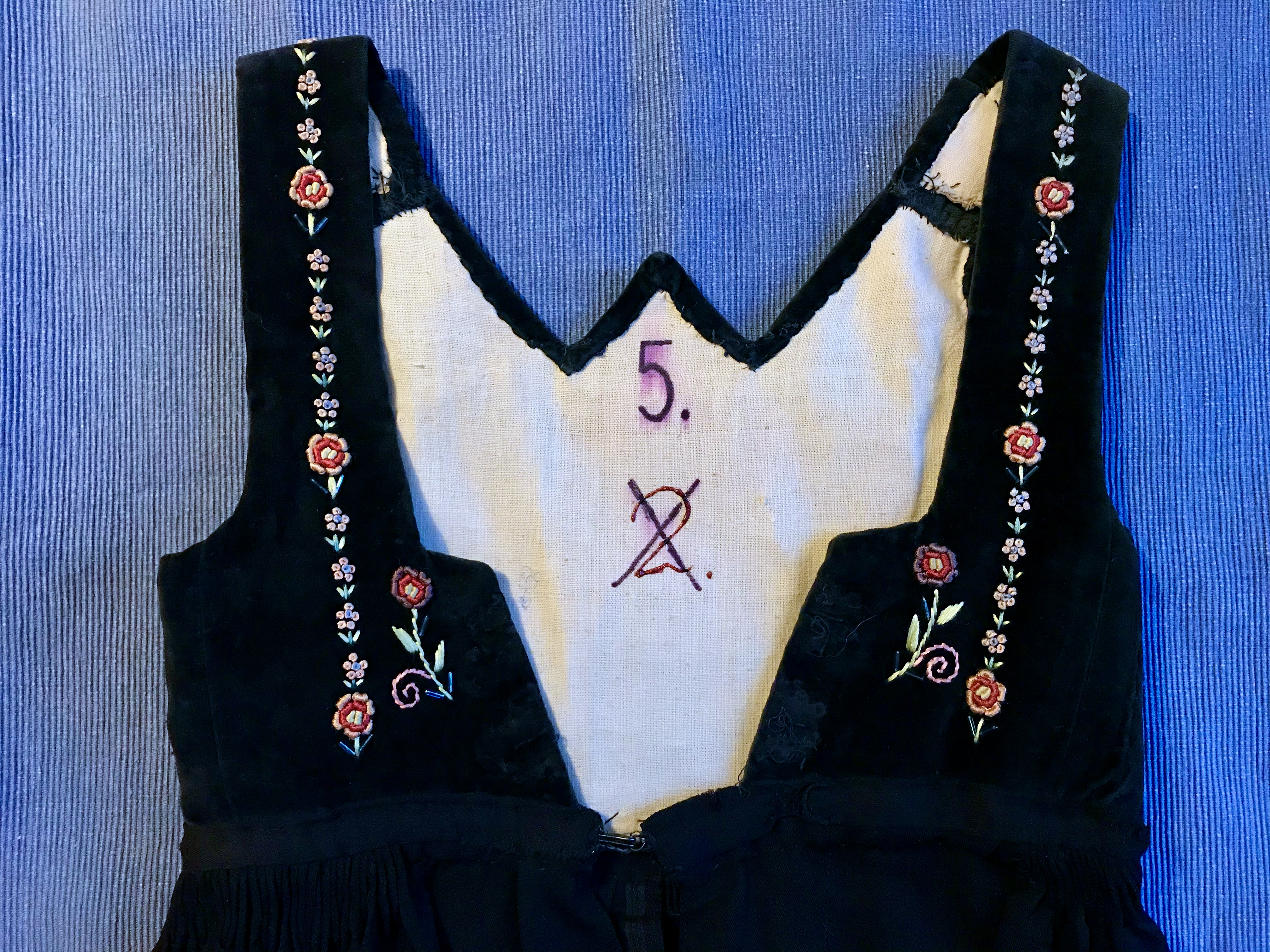
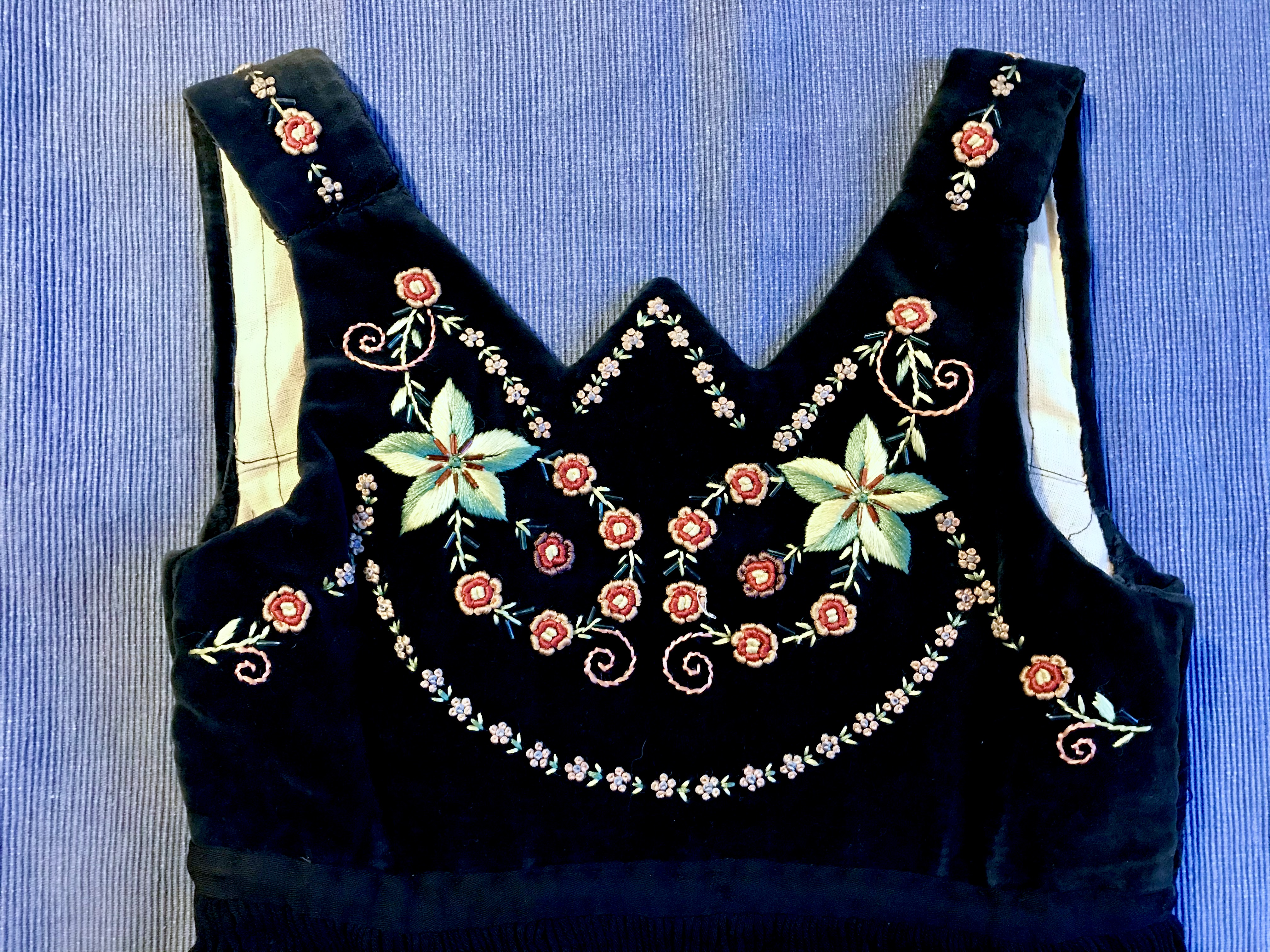
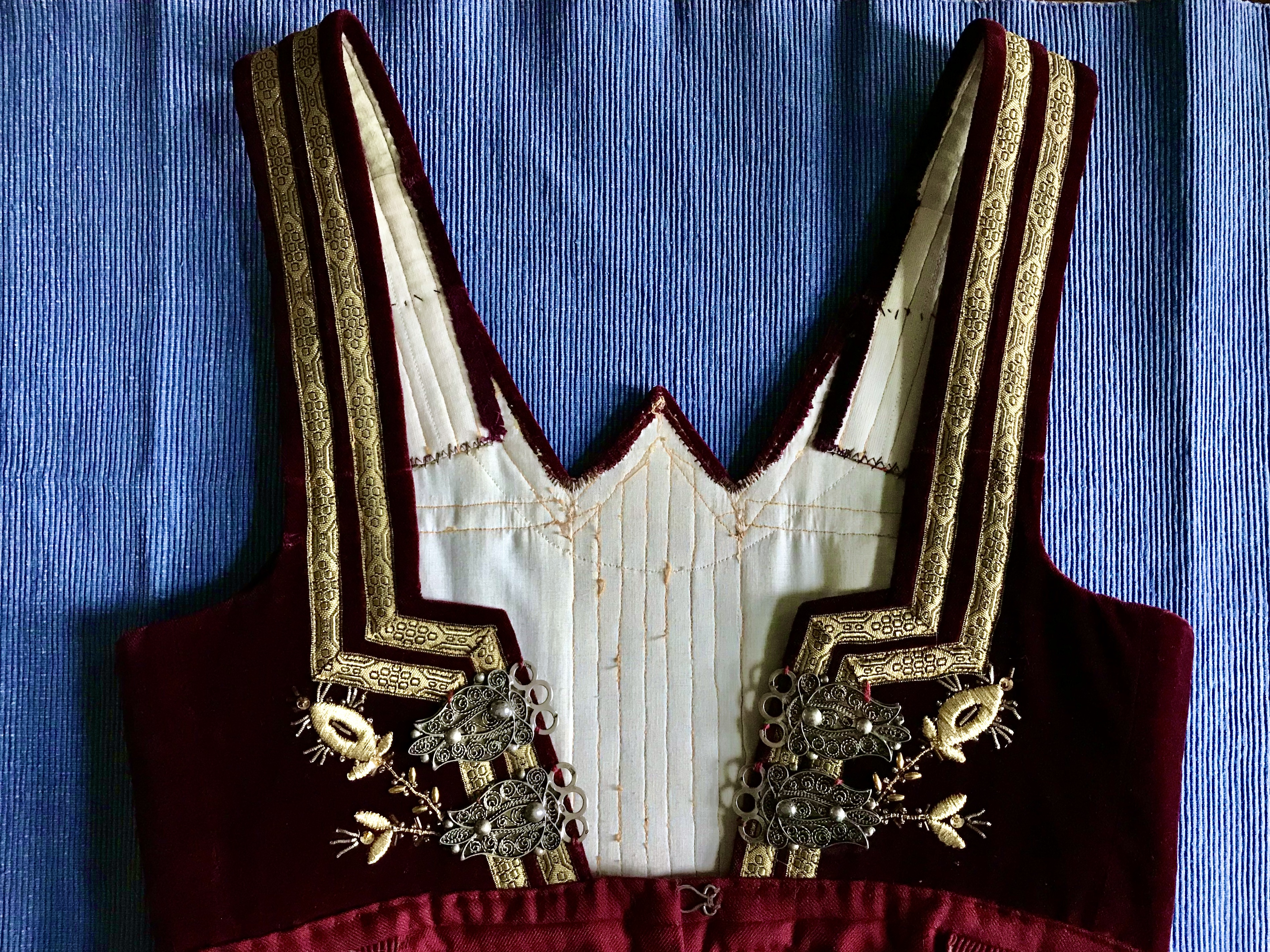
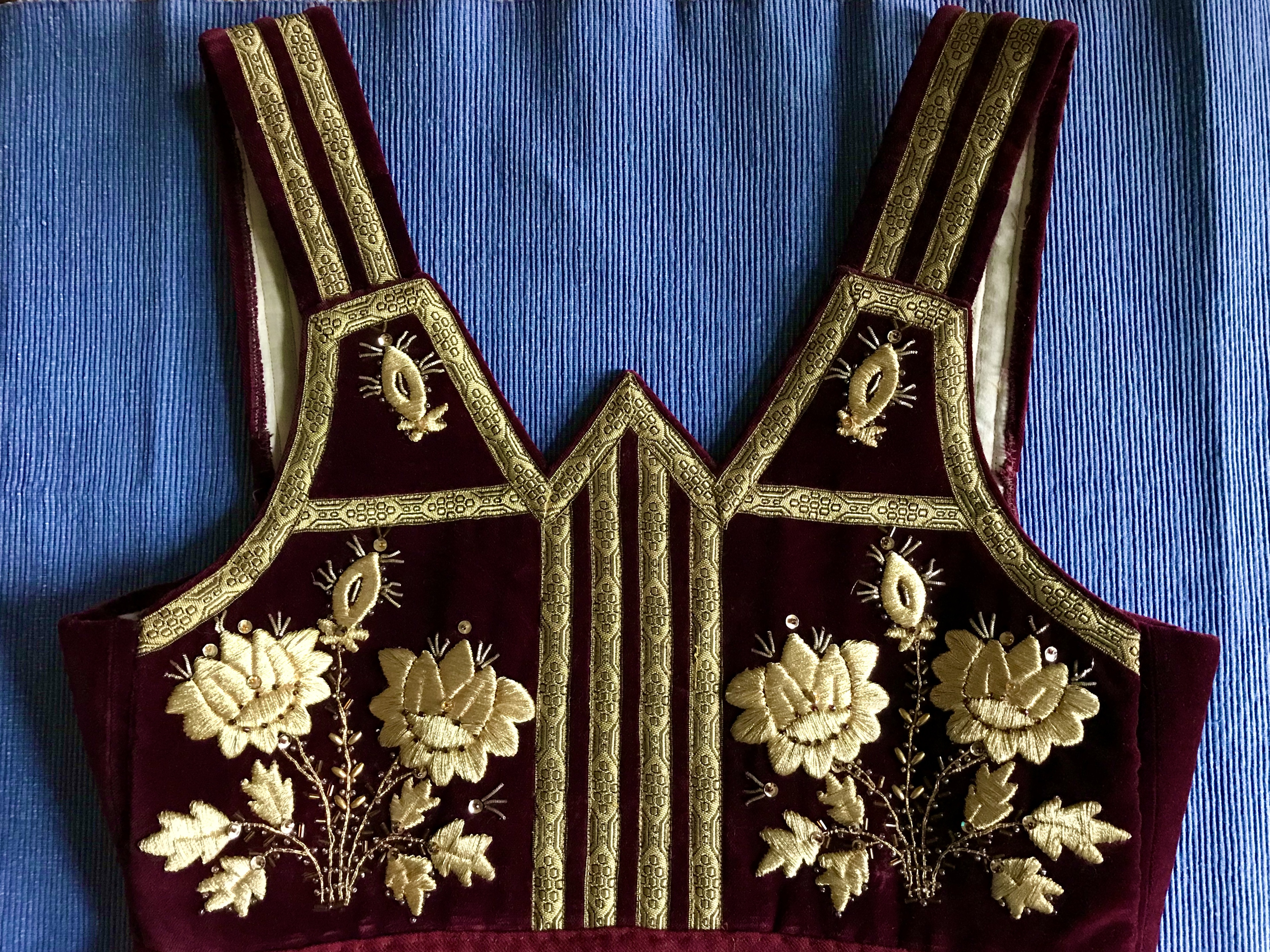